# Muharrem Demireğen
Muharrem Demireğen (ur. 8 czerwca 1970) – turecki zapaśnik walczący w stylu wolnym. Zajął piąte miejsce na mistrzostwach świata w 1994; szóste w 1995. Triumfator mistrzostw Europy w 1994. Brązowy medalista igrzysk śródziemnomorskich w 1997 roku.